# Luksemburskie odznaczenia
| Baretka                                           | Nazwa polska                                                               | Nazwa francuska                                                                                             |
| Ordery                                            | Ordery                                                                     | Ordery |
| ------------------------------------------------- | -------------------------------------------------------------------------- | --- |
|                                                   | Order Domowy Nassauski Lwa Złotego                                         | Ordre du Lion d'Or de la Maison de Nassau                                                                   |
|                                                   | Krzyż Wielki Orderu Zasługi Adolfa Nassauskiego                            | Grand-croix de la Ordre du Mérite Civil et Militaire d'Adolphe de Nassau                                    |
|                                                   | Wielki Oficer Orderu Zasługi Adolfa Nassauskiego                           | Grand Officier de la Ordre du Mérite Civil et Militaire d'Adolphe de Nassau                                 |
|                                                   | Komandor Orderu Zasługi Adolfa Nassauskiego                                | Commandeur de la Ordre du Mérite Civil et Militaire d'Adolphe de Nassau                                     |
|                                                   | Oficer Orderu Zasługi Adolfa Nassauskiego                                  | Officier de la Ordre du Mérite Civil et Militaire d'Adolphe de Nassau                                       |
|                                                   | Kawaler Orderu Zasługi Adolfa Nassauskiego                                 | Chevalier de la Ordre du Mérite Civil et Militaire d'Adolphe de Nassau                                      |
|                                                   | Krzyż Wielki Orderu Korony Dębowej                                         | Grand-croix de la Ordre de la Couronne de Chēne                                                             |
|                                                   | Wielki Oficer Orderu Korony Dębowej                                        | Grand Officier de la Ordre de la Couronne de Chēne                                                          |
|                                                   | Komandor Orderu Korony Dębowej                                             | Commandeur de la Ordre de la Couronne de Chēne                                                              |
|                                                   | Oficer Orderu Korony Dębowej                                               | Officier de la Ordre de la Couronne de Chēne                                                                |
|                                                   | Kawaler Orderu Korony Dębowej                                              | Chevalier de la Ordre de la Couronne de Chēne                                                               |
|                                                   | Złoty Medal Orderu Korony Dębowej                                          | Médaille en vermeil de la Ordre de la Couronne de Chēne                                                     |
|                                                   | Srebrny Medal Orderu Korony Dębowej                                        | Médaille en argent de la Ordre de la Couronne de Chēne                                                      |
|                                                   | Brązowy Medal Orderu Korony Dębowej                                        | Médaille en bronze de la Ordre de la Couronne de Chēne                                                      |
|                                                   | Krzyż Wielki Orderu Zasługi Wielkiego Księstwa Luksemburga                 | Grand-croix de la Ordre de Mérite du Grand-Duché de Luxembourg                                              |
|                                                   | Wielki Oficer Orderu Zasługi Wielkiego Księstwa Luksemburga                | Grand Officier de la Ordre de Mérite du Grand-Duché de Luxembourg                                           |
|                                                   | Komandor Orderu Zasługi Wielkiego Księstwa Luksemburga                     | Commandeur de la Ordre de Mérite du Grand-Duché de Luxembourg                                               |
|                                                   | Oficer Orderu Zasługi Wielkiego Księstwa Luksemburga                       | Officier de la Ordre de Mérite du Grand-Duché de Luxembourg                                                 |
|                                                   | Kawaler Orderu Zasługi Wielkiego Księstwa Luksemburga                      | Chevalier de la Ordre de Mérite du Grand-Duché de Luxembourg                                                |
|                                                   | Order Ruchu Oporu 1940–1944                                                | Ordre de la Résistance 1940–1944                                                                            |
| w przygot.                                        | Order Narodowy Medalu Zasługi Sportowej                                    | Ordre national de la Médaille du Mérite Sportif                                                             |
| Odznaki i medale                                  |                                                                            | |
| w przygot.                                        | Odznaka Ruchu Oporu                                                        | Insigne de Résistant                                                                                        |
|                                                   | Medal Uznania Narodowego                                                   | Médaille de la Reconnaissance Nationale                                                                     |
|                                                   | Medal Zasługi dla Krwiodawstwa                                             | Médaille du Mérite pour le don du sang                                                                      |
| w przygot.                                        | Medal Zasługi dla Ochrony Ludności                                         | Médaille du Mérite de la Protection Civile                                                                  |
| Krzyże Służby                                     |                                                                            | |
| w przygot.                                        | Krzyż Służby Celnej                                                        | Croix de service pour les agents des douanes                                                                |
| w przygot.                                        | Krzyż Służby Więzienniczej                                                 | Croix de service pour les agents de garde des établissements pénitentiaires                                 |
| w przygot.                                        | Krzyż Służby Wodnej i Leśnej                                               | Croix de service pour les préposés des Eaux et Forêts                                                       |
| Wojskowe odznaczenia honorowe                     |                                                                            | |
|                                                   | Medal Wojskowy                                                             | Médaille militaire                                                                                          |
|                                                   | Krzyż Honorowy i Zasługi Wojskowej                                         | Croix d’Honneur et de Mérite militaire                                                                      |
|                                                   | Krzyż Wojenny 1940–1945                                                    | Croix de Guerre 1940–1945                                                                                   |
|                                                   | Krzyż Wojenny                                                              | Croix de Guerre                                                                                             |
|                                                   | Medal dla Luksemburskich Ochotników Wojny 1914–1918                        | Médaille des volontaires luxembourgeois de la guerre 1914–1918                                              |
|                                                   | Medal dla Luksemburskich Ochotników Wojny 1940–1945                        | Médaille des volontaires luxembourgeois de la guerre 1940–1945                                              |
| (palma na wstążce)                                | Palmy                                                                      | Palmes |
| (gwiazdka na wstążce)                             | Odznaka za Rany                                                            | Insigne de Blessé                                                                                           |
| (różne)                                           | Wstążki Kampanii                                                           | Rubans de Campagne                                                                                          |
| w przygot.                                        | Krzyż Służby dla Członków Armii, Żandarmerii i Policji                     | Croix de service pour les membres de l’Armée,de la Gendarmerie et de la Police                              |
| (różne)                                           | Medale uznania za misje zagraniczne                                        | Médailles de reconnaissance pour mission à l’étranger                                                       |
| Pamiątkowe odznaczenia książęcego rodu panującego |                                                                            | |
|                                                   | Medal Pamiątkowy 1901 (ślubu Księcia Feliksa i Księżnej Szarloty)          | Médaille commémorative 1901 (du mariage du Prince Felix avec la Princesse Charlotte)                        |
|                                                   | Medal Pamiątkowy 1953 (ślubu Księcia Jana i Księżnej Józefiny Szarlotty)   | Médaille commémorative 1953 (du mariage du Prince Jean de Luxembourg avec la Princesse Joséphine Charlotte) |
|                                                   | Medal Pamiątkowy 1981 (ślubu Księcia Henryka i Księżnej Marii Teresy)      | Médaille commémorative 1981 (du mariage du Prince Henri avec la Princesse Maria Teresa)                     |
|                                                   | Medal Pamiątkowy 25-lecia wstąpienia na tron Wielkiego Księcia Jana (1989) | Médaille commémorative du 25ième anniversaire de l`accesion au trône le Grand-Duc Jean 1989                 |